# Hongrie au Concours Eurovision de la chanson 2014
La Hongrie a annoncé le 10 octobre 2013 sa participation au Concours Eurovision de la chanson 2014 à Copenhague, au Danemark.
András Kállay-Saunders, représentant la Hongrie au Concours Eurovision de la chanson, est annoncé le 22 février 2014, à la suite de sa victoire lors de la finale nationale A Dal.
Sa chanson est Running.

## A Dal
La compétition est présentée par Éva Novodomszky, Gábor Gundel Takács et ByeAlex.
Les candidats en lice tentent de se qualifier pour la demi-finale, puis la finale. Ils sont choisis à la fois par jury et par télévote selon ces règles :
- Les phases éliminatoires : 10 chansons participent dans chacune. Les trois chansons préférées du jury et les 3 préférées des téléspectateurs se qualifient pour la demi-finale.
- Les demi-finales : 9 chansons participent dans chacune. Les deux chansons préférées du jury et les 2 préférées des téléspectateurs se qualifient pour la finale.
- La finale : 8 chansons y participent. Le gagnant du jury et du télévote réunis représente la Hongrie à Copenhague.

Le jury sera composé de :
- Kati Kovács
- Magdolna Rúzsa
- Philip Rákay
- Jenő Csiszár

### Calendrier
| Date             | Manche                  |
| ---------------- | ----------------------- |
| 25 janvier 2014  | Première éliminatoire   |
| 1er février 2014 | Deuxième deéliminatoire |
| 8 février 2014   | Troisième éliminatoire  |
| 15 février 2014  | Première demi-finale    |
| 16 février 2014  | Deuxième demi-finale    |
| 22 février 2014  | Finale                  |

### Première éliminatoire
- Qualifié grâce au jury
- Qualifié grâce au télévote

|    | Artiste               | Langue   | Chanson             | Traduction            | J.C. | M.R. | P.R. | K.K. | Total | Résultat      |
| -- | --------------------- | -------- | ------------------- | --------------------- | ---- | ---- | ---- | ---- | ----- | ------------- |
| 1  | Group n Swing         | Hongrois | Retikül             | Sac à main            | 8    | 8    | 9    | 9    | 34    | Qualification |
| 2  | Laura Cserpes         | Hongrois | Úgy szállj          | Vole comme ça         | 7    | 7    | 8    | 6    | 28    | Élimination   |
| 3  | Csaba "Lil C" Kelemen | Anglais  | Break up            | Pause                 | 7    | 7    | 8    | 8    | 30    | Élimination   |
| 4  | Ibolya Oláh           | Hongrois | Egy percig sztár    | Etoile d'une minute   | 9    | 9    | 8    | 8    | 34    | Qualification |
| 5  | Extensive             | Anglais  | Help me             | Aide-moi              | 7    | 7    | 8    | 8    | 30    | Élimination   |
| 6  | Leslie Szabo          | Hongrois | Hogy segíthetnék    | Comment puis-je aider | 9    | 10   | 8    | 8    | 35    | Qualification |
| 7  | Hien                  | Anglais  | The way I do        | Ma façon de faire     | 8    | 9    | 8    | 7    | 32    | Élimination   |
| 8  | Depresszió            | Hongrois | Csak a zene         | Seulement la musique  | 8    | 8    | 8    | 9    | 33    | Qualification |
| 9  | Marge                 | Anglais  | Morning light       | Lumière de l'aube     | 9    | 9    | 10   | 8    | 36    | Qualification |
| 10 | Viktor Király         | Anglais  | Running out of time | Perdre du temps       | 10   | 10   | 10   | 10   | 40    | Qualification |

### Deuxième éliminatoire
- Qualifié grâce au jury
- Qualifié grâce au télévote

|    | Artiste                | Langue   | Chanson          | Traduction             | J.C. | M.R. | P.R. | K.K. | Total | Résultat      |
| -- | ---------------------- | -------- | ---------------- | ---------------------- | ---- | ---- | ---- | ---- | ----- | ------------- |
| 1  | Heni Dér               | Hongrois | Ég veled         | Adieu                  | 8    | 10   | 9    | 8    | 35    | Qualification |
| 2  | Belmondo               | Hongrois | Miért ne higgyem | Pourquoi ne pas croire | 9    | 8    | 8    | 8    | 35    | Élimination   |
| 3  | Johanna Tóth           | Anglais  | Waterfall        | Cascade                | 9    | 9    | 10   | 8    | 36    | Qualification |
| 4  | 2Beat or Not 2Beat     | Anglais  | Camon babe       | Allez bébé             | 8    | 7    | 8    | 7    | 30    | Élimination   |
| 5  | Bogi                   | Anglais  | We all           | Nous tous              | 9    | 9    | 10   | 7    | 35    | Qualification |
| 6  | Tamás Vastag           | Hongrois | Állj meg világ   | Arrête le monde        | 9    | 8    | 9    | 9    | 35    | Élimination   |
| 7  | Saci & Böbe Szécsi     | Anglais  | Born to fly      | Nés pour voler         | 8    | 7    | 8    | 7    | 30    | Élimination   |
| 8  | Lilla Polyák           | Hongrois | Karcolás         | Écorchure              | 8    | 7    | 8    | 8    | 31    | Qualification |
| 9  | MuzikFabrik            | Anglais  | This is my life  | C'est ma vie           | 8    | 9    | 8    | 9    | 34    | Qualification |
| 10 | András Kállay-Saunders | Anglais  | Running          | Courir                 | 10   | 9    | 10   | 9    | 38    | Qualification |

### Troisième éliminatoire
- Qualifié grâce au jury
- Qualifié grâce au télévote

|    | Artiste          | Langue   | Chanson              | Traduction                 | J.C. | M.R. | P.R. | K.K. | Total | Résultat      |
| -- | ---------------- | -------- | -------------------- | -------------------------- | ---- | ---- | ---- | ---- | ----- | ------------- |
| 1  | Gigi Radics      | Anglais  | Catch me             | Attrape-moi                | 8    | 8    | 8    | 8    | 32    | Qualification |
| 2  | Fool Moon        | Anglais  | It can't be over     | Cela ne peut être fini     | 8    | 8    | 9    | 10   | 35    | Qualification |
| 3  | Bálint Gájer     | Hongrois | Elmaradt pillanatok  | Moments manqués            | 7    | 8    | 9    | 9    | 33    | Élimination   |
| 4  | Gabi Knoll       | Anglais  | Sweet memories       | Doux souvenirs             | 7    | 7    | 8    | 7    | 29    | Élimination   |
| 5  | New Level Empire | Anglais  | The last one         | Le dernier                 | 9    | 9    | 10   | 8    | 36    | Qualification |
| 6  | BülBüls          | Hongrois | Minden mosoly        | Tous les sourires          | 8    | 7    | 8    | 7    | 30    | Élimination   |
| 7  | Linda Király     | Anglais  | Everything           | Tout                       | 9    | 9    | 8    | 8    | 34    | Élimination   |
| 8  | Honey Beast      | Hongrois | A legnagyobb hős     | Le plus grand des héros    | 8    | 8    | 9    | 9    | 34    | Qualification |
| 9  | Dénes Pál        | Anglais  | Brave new world      | Nouveau monde courageux    | 10   | 10   | 10   | 8    | 38    | Qualification |
| 10 | Mystery Gang     | Hongrois | Játssz még jazzgitár | Jouer plus de guitare-jazz | 8    | 7    | 9    | 7    | 31    | Qualification |

#### Demi-finale 1
- Jury qualifier
- SMS qualifier

| Draw | Artiste          | Song                   | J. Csiszár | M. Rúzsa | P. Rákay | K. Kovács | Jury Total | Result         |
| ---- | ---------------- | ---------------------- | ---------- | -------- | -------- | --------- | ---------- | -------------- |
| 1    | Mystery Gang     | "Játssz még jazzgitár" | 8          | 8        | 8        | 7         | 31         | Eliminated     |
| 2    | Joni             | "Waterfall"            | 7          | 7        | 8        | 8         | 30         | Eliminated     |
| 3    | Viktor Király    | "Running Out Of Time"  | 10         | 10       | 10       | 9         | 39         | Jury qualifier |
| 4    | Group'N'Swing    | "Retikül"              | 7          | 8        | 8        | 9         | 32         | Eliminated     |
| 5    | Bogi             | "We All"               | 10         | 10       | 10       | 8         | 38         | Jury qualifier |
| 6    | Depresszió       | "Csak a zene"          | 8          | 9        | 8        | 9         | 34         | SMS qualifier  |
| 7    | Leslie Szabó     | "Hogy segíthetnék"     | 8          | 10       | 9        | 8         | 35         | Eliminated     |
| 8    | Gigi Radics      | "Catch Me"             | 8          | 8        | 8        | 8         | 32         | Eliminated     |
| 9    | New Level Empire | "The Last One"         | 9          | 9        | 10       | 8         | 36         | SMS qualifier  |

#### Demi-finale 2
- Jury qualifier
- SMS qualifier

| Draw | Artist                 | Song               | J. Csiszár | M. Rúzsa | P. Rákay | K. Kovács | Jury Total | Result         |
| ---- | ---------------------- | ------------------ | ---------- | -------- | -------- | --------- | ---------- | -------------- |
| 1    | Muzikfabrik            | "This Is My Life"  | 9          | 8        | 8        | 9         | 34         | Eliminated     |
| 2    | Lilla Polyák           | "Karcolás"         | 8          | 8        | 8        | 8         | 32         | Eliminated     |
| 3    | Dénes Pál              | "Brave New World"  | 10         | 10       | 10       | 8         | 38         | SMS qualifier  |
| 4    | HoneyBeast             | "A legnagyobb hős" | 9          | 10       | 9        | 9         | 37         | SMS qualifier  |
| 5    | Marge                  | "Morning Light"    | 9          | 9        | 9        | 8         | 35         | Eliminated     |
| 6    | András Kállay-Saunders | "Running"          | 10         | 10       | 10       | 10        | 40         | Jury qualifier |
| 7    | Ibolya Oláh            | "1 percig sztár"   | 8          | 9        | 8        | 8         | 33         | Eliminated     |
| 8    | Fool Moon              | "It Can't Be Over" | 9          | 10       | 9        | 10        | 38         | Jury qualifier |
| 9    | Heni Dér               | "Ég veled"         | 9          | 9        | 9        | 8         | 35         | Eliminated     |

#### Finale
| Ordre | Artiste                | Chanson               | J. Csiszár | M. Rúzsa | P. Rákay | K. Kovács | Jury Total | SMS Vote |
| ----- | ---------------------- | --------------------- | ---------- | -------- | -------- | --------- | ---------- | -------- |
| 1     | Depresszió             | "Csak a zene"         | 0          | 0        | 0        | 0         | 0          | —        |
| 2     | Bogi                   | "We All"              | 10         | 6        | 10       | 0         | 26         |          |
| 3     | András Kállay-Saunders | "Running"             | 4          | 10       | 8        | 8         | 30         | 1st      |
| 4     | New Level Empire       | "The Last One"        | 8          | 0        | 0        | 4         | 12         | —        |
| 5     | Dénes Pál              | "Brave New World"     | 0          | 4        | 0        | 0         | 4          | —        |
| 6     | Fool Moon              | "It Can't Be Over"    | 0          | 8        | 4        | 10        | 22         | 2nd      |
| 7     | Viktor Király          | "Running Out Of Time" | 6          | 0        | 6        | 6         | 18         |          |
| 8     | HoneyBeast             | "A legnagyobb hős"    | 0          | 0        | 0        | 0         | 0          | —        |

## À l'Eurovision
La Hongrie participa à la première demi-finale, le 6 mai 2014 et se qualifia pour la finale du 10 mai.
Lors de la finale, le pays termine à la 5e place avec 143 points.